# Starship Troopers 2
Pour les articles homonymes, voir Starship Troopers.
Série
Starship Troopers
(1997) Starship Troopers 3
(2008)
Pour plus de détails, voir Fiche technique et Distribution.
Starship Troopers 2 : Héros de la Fédération ou Les Patrouilleurs de l'espace 2 au Québec (Starship Troopers 2: Hero of the Federation) est un téléfilm de science-fiction militaire américain réalisé par Phil Tippett, sorti en 2004. Il est diffusé en télévision aux Etats-Unis et sort directement en vidéo dans la plupart des pays.
Il s'agit de la suite du film Starship Troopers (1997) de Paul Verhoeven. Un troisième opus, Starship Troopers 3 : Marauder, réalisé par Edward Neumeier (scénariste des deux premiers films) est sorti en 2008.

## Synopsis
La compagnie de soldats Bravo 6 trouve refuge dans un avant-poste abandonné dans la région de l'Enclume de Satan après une bataille contre les Arachnides. Des centaines d'ennemis les encerclent, mais une puissante clôture électrique sépare les insectes des soldats. Le groupe de soldats est rapidement rejoint par un capitaine incarcéré pour avoir tué son supérieur et par trois soldats miraculeusement rescapés d'autres unités. Un huis clos angoissant commence alors. L'un des soldats, Lei Sahara, se révèle non seulement posséder des pouvoirs psychiques, mais en plus être enceinte. Cet état accroît considérablement ses capacités psychiques et lui permet de sentir alors quelque chose d'anormal chez certains soldats.

## Fiche technique
Sauf indication contraire, les informations mentionnées dans cette section peuvent être confirmées par les bases de données cinématographiques IMDb et Allociné,  présentes dans la section « Liens externes ».
- Titre original : Starship Troopers 2: Hero of the Federation
- Titre français : Starship Troopers 2 : Héros de la Fédération
- Titre québécois : Les Patrouilleurs de l'espace 2[1]
- Réalisation : Phil Tippett
- Scénario : Edward Neumeier, d'après les personnages créés par Robert A. Heinlein
- Musique : John Morgan et William T. Stromberg
- Directeur artistique : John Zachary
- Décors : Franco-Giacomo Carbone
- Costumes : Jennifer Parsons
- Maquillage : Deborah Rutherford
- Photographie : Christian Sebaldt
- Son : Steve Boeddeker, Gary A. Rizzo, Ed White
- Montage : Louise Rubacky
- Production : Jon Davison
  - Production déléguée : Glenn S. Gainor
  - Coproduction : Edward Neumeier et Phil Tippett
- Sociétés de production : Tippett Studio et Startroop Pictures Inc.
- Société de distribution : TriStar Pictures
- Budget : n/a
- Pays de production :  États-Unis
- Langue originale : anglais
- Format : couleur — 1,78:1 (16:9) — son Dolby Digital
- Genre : action, aventure, science-fiction, horreur, thriller, guerre, dystopie
- Durée : 88 minutes (États-Unis) ; 92 minutes (DVD)
- Date de diffusion[2] :
  - États-Unis : 24 avril 2004 (1re diffusion TV)
- Dates de sortie :
  - France : 16 juin 2004 (sortie directement en DVD)[3]
- Classification :
  - États-Unis : les enfants de moins de 17 ans doivent être accompagnés d'un adulte (R – Restricted)[note 1]
  - France : interdit aux moins de 12 ans[4]

## Distribution
- Billy Brown : soldat Ottis Brick
- Richard Burgi (VF : Bruno Dubernat) : capitaine V. J. Dax
- Kelly Carlson : soldat Charlie Soda
- Cy Carter (VF : Jérémy Prévost) : soldat William « Billy » Otter
- Sandrine Holt : soldat Jill Sandee
- Ed Lauter (VF : Jean-Claude Sachot) : général Jack Gordon Shepherd
- Jean-Paul Manoux (VF : Thierry Wermuth) : sergent ingénieur Ari Peck
- Lawrence Monoson : lieutenant Pavlov Dill du renseignement militaire
- Colleen Porch : soldat Lei Sahara
- Drew Powell (VF : Pascal Casanova) : soldat Kipper Tor
- Ed Quinn (VF : Emmanuel Jacomy) : caporal Joe Griff
- Jason-Shane Scott : soldat Duff Horton
- Brenda Strong (VF : Marjorie Frantz) : sergent Dede Rake
- Brian Tee (VF : Olivier Korol) : caporal Thom Kobe
- David Wells : sergent recruteur
- Tim Conlon : pilote de la flotte
- Bobby C. King : lieutenant souriant
- Stephen Stanton (VF : Patrick Floersheim) : voix off de FedNet[5],[6]

## Production

### Développement
En décembre 2002, le producteur Jon Davison annonce officiellement la mise en production d'une suite au film Starship Troopers. Réalisée par Phil Tippett et scénaristé par Edward Neumeier, ce nouveau film ne devait plus être centré sur le personnage de Johnny Rico mais sur celui du sergent Zim. Clancy Brown devait donc revenir dans cet opus pour y interpréter à nouveau Zim. Mais, ses engagements avec la série télévisée La Caravane de l'étrange ont rendu impossible sa présence dans Starship Troopers 2. Le héros du film est finalement le capitaine Dax, un nouveau personnage interprété par Richard Burgi.

### Attribution des rôles
Brenda Strong est la seule actrice du premier opus à faire partie de la distribution de ce nouveau volet mais avec un rôle différent (Elle était le capitaine Deladier dans le premier film, elle interprète le sergent Dede Rake dans le second).

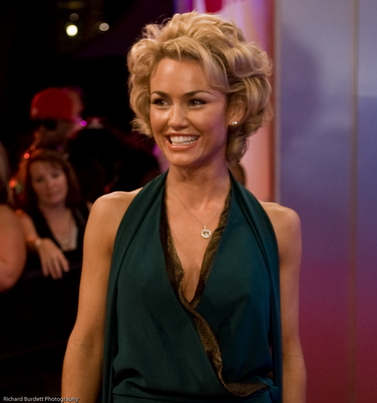
Kelly Carlson
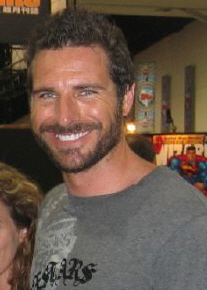
Ed Quinn
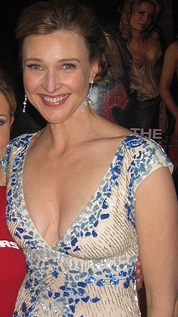
Brenda Strong

### Tournage
Le tournage s'est déroulé du 15 mai au 20 juin 2003 aux Raleigh Studios de Manhattan Beach et à Santa Clarita en Californie pour un budget de sept millions de dollars.

### Bande originale
Éditée par Varese Sarabande, composée par John Morgan et William T. Stromberg, la bande originale est sortie le 8 juin 2004 :
1. Fed Net[note 2]
2. Battle At Z.A[note 3].
3. Retreat To Devil's Anvil[note 4]
4. Storm[note 5]
5. Fortress[note 6]
6. Red River Mercy[note 7]
7. Fortress Search[note 8]
8. Attack[note 9]!
9. Dax Released / Perimeter Burn[note 10]
10. DMZ[note 11]
11. Bug Zapper[note 12]
12. Reunion[note 13]
13. Sniff Factor[note 14]
14. Psychic Shakedown[note 15]
15. Kitchen Scene[note 16]
16. Soda Wakes[note 17]
17. Door Jam[note 18]
18. Reappearing Cream[note 19]
19. Soda's Tongue[note 20]
20. Joe's Smile[note 21]
21. Sahara And Dax / Taps[note 22]
22. Finger Food
23. Vision Dream[note 23]
24. Spying On The General[note 24]
25. Tail O' The Bug
26. Transition
27. Meeting With Dill[note 25]
28. Lieutenant Dill's Death[note 26]
29. Dax Arrested[note 27]
30. Rape Of Rake[note 28]
31. Vengeance
32. Rake's Sacrifice[note 29]
33. Soda Fizzles[note 30]
34. General Explains[note 31]
35. Kill Them All![note 32]
36. Dax's Last Stand[note 33]
37. Fed Net / Epilogue
38. End Credits[note 34]

## Accueil

### Accueil critique
Sur l'agrégateur américain Rotten Tomatoes, le film récolte 33 % d'opinions favorables pour 6 critiques.
En 2004, le critique de SciFi-Universe trouve que « c’est mal filmé » et que « les personnages ne nous sont pas présentés ». Il trouve que « ce film n’apporte rien à l’univers Starship Troopers » et que « l’histoire tient sur un timbre poste et, en plus, elle est prévisible ».
Gérald Giacomini, pour le site Horreur.com note que Starship Troopers 2 plagie « les films de menace extraterrestres » et marche « sur les plates-bandes d'Alien : Le Huitième Passager ». Il signale « qu'il n'y a rien de bien nouveau pour qui a déjà vu des films d'invasion extraterrestre comme The Faculty mais que néanmoins le film ne sombre jamais dans le nanar total ».
Geoffrey Claustriaux, le chroniqueur du site Horreur.net  constate que « les effets de plateau sont très réussis et crédibles » et que « les maquillages ne sont pas en reste ». Il reproche en revanche à Phil Tippett la qualité de sa réalisation, « jamais il ne parvient à installer le climat d'angoisse et d'oppression qui aurait convenu à la situation. Pourtant ce n'est pas faute d'essayer, mais sans succès. Ce sont surtout les scènes d'extérieur, censées augmenter le huis clos et la sensation de menace, qui sont affreusement ratées ». Il constate que « le scénario pompe sans vergogne The Thing de John Carpenter » et que « les acteurs varient entre le bon et le ridicule. Notons toutefois la superbe Kelly Carlson qui traverse le film sans jamais s'habiller (ou presque) et nous gratifie de quelques plans nichons totalement inutiles, mais jamais désagréables pour l'œil des mâles ». Il conclut en indiquant « cette suite n'est, dans l'ensemble, pas déshonorante mais, comme souvent, elle est à des années-lumière de valoir le premier ».

## Distinctions

### Récompense2005
- Academy of Science Fiction, Fantasy and Horror Films - Saturn Awards : meilleure édition DVD

### Nomination2005
- Fangoria Chainsaw Awards : meilleur maquillage / effets spéciaux

## Éditions en vidéo
En France, le film Starship Troopers 2 : Héros de la Fédération est sorti en DVD le 16 juin 2004.